# Ayaan Hirsi Ali
Ayaan Hirsi Ali (f. 13. november 1969, Mogadishu, Somalia) er en somalisk kvinde, der i dag bor i Washington og arbejder for tænketanken American Enterprise Institute. Hun er født Ayaan Hirsi Magan. “Ayaan” betyder “heldig person” eller blot “heldig” på somalisk. Hun har været hollandsk parlamentsmedlem for det liberale parti VVD men stoppede, da det blev kendt, at hun havde fusket med sin asylansøgning. Regeringen meddelte 27. juni 2006, at Ayaan Hirsi Ali kan beholde sit statsborgerskab. Hun er kendt som manuskriptforfatter til filmen Submission (Underkastelse) instrueret af Theo van Gogh, og hun har modtaget flere internationale priser – blandt andet Venstres frihedspris.

## Biografi
Ayaan Hirsi Ali er født i Somalia, men grundet farens, Hirsi Magan Isse, politiske involvering mod diktatoren Siyad Barre, blev familien nødsaget til at flygte. Først til Saudi-Arabien, senere til Etiopien og så til Kenya. Ayaan Hirsi Ali påstod i sin hollandske asylansøgning, at hun kom fra Somalia og var flygtet, fordi hendes familie forsøgte at få hende tvangsgift med en slægtning i Canada. Herom hersker der tvivl. I en hollandsk dokumentar-udsendelse påstod familien, at der ikke havde været tale om tvangsægteskab, men Ayaan Hirsi Ali fastholder stadig, at det var tilfældet. Derudover har det vist sig, at Hirsi Ali ikke er kommet direkte fra Somalia til Holland, men via Kenya og Tyskland. Flygtninge skal søge asyl i det første land, de ankommer til.
I Holland arbejdede hun i mange år som oversætter - hovedsagelig for domstolene og immigrationsministeriet. Sideløbende tog hun en politologi-uddannelse ved Leidens Universitet og blev ansat som forsker ved Wiardi-Beckman Stichting – som hører under Det Socialdemokratiske Arbejderparti - hvor hun fokuserede på integrationen af indvandrerkvinder - hovedsageligt muslimske - i det hollandske samfund.
Ayaan Hirsi Alis arbejde og forskning gav hende kontroversielle meninger om immigration og integration, der til sidst førte til et brud med Det Socialdemokratiske Arbejderparti. Ayaan Hirsi Ali mente, at der ikke var plads eller støtte inden for partiet til en kritik af de negative konsekvenser, som immigration og Islam havde på det hollandske samfund. I sin bog De zoontjesfabriek (Sønnefabrikken) kritiserede hun traditionelle islamiske synspunkter om kvindens plads i samfundet, såvel som religiøse og kulturelle traditioner som kvindelig omskæring, som er udbredt i Somalia, Egypten og andre islamiske lande. Ayaan Hirsi Ali blev selv omskåret som femårig efter hendes bedstemors ordre og mod hendes fars udtalte ønske og ordre.
Efter bruddet med socialdemokraterne tilbød VVD (som af Venstre beskrives som deres søsterparti i Holland) Ayaan Hirsi Ali medlemskab og at opstille hende til parlamentet på deres liste. Hun blev valgt ind ved valget 30. januar 2003.
Efter udgivelsen af sin bog Sønnefabrikken modtog Ayaan Hirsi Ali en række dødstrusler, som resulterede i, at hun fik permanent politibeskyttelse og personlige bodyguards. I februar 2005 var hun for sin egen sikkerhed tvunget til at bo på en militærbase i Amsterdam. Senere gav regeringen hende et nyt sikkert hjem, hvis beliggenhed ikke blev offentliggjort.
I et interview til avisen Trouw (søndag 25. juli 2003) udtalte hun om Muhammed, at han “Målt efter vestlig standard er perverteret og en tyran.” Udtalelsen hentydede til Muhammeds fuldbyrdelse af ægteskab med den niårige Aisha (som var seks år ved ægteskabets indgåelse). Flere islamiske organisationer og personer anklagede hende for retten efter diskriminationsparagraffen, men domstolen afviste anklagerne med begrundelsen, at hendes kritik "ikke indeholder konklusioner om muslimer eller deres værdighed som gruppe."

## Submission
I 2004 skrev hun filmmanuskriptet til Theo van Goghs kontroversielle film Submission (Underkastelse) om undertrykkelse af kvinder i islamiske kulturer. Titlen hentyder til Islam, som betyder “underkastelse af Gud”, og filmen blev stærkt kritiseret af muslimer, som betragtede den som fornærmende og blasfemisk. Filmen viser halvnøgne kvinder med koranvers skrevet på kroppen. Theo van Gogh modtog mange dødstrusler, som han affejede, men 2. november 2004 blev han stukket ned og dræbt på åben gade i Amsterdam. Med kniven, han lige havde brugt til at skære halsen over på Theo van Gogh, fæstnede hans morder, Mohammed Bouyeri - en fundamentalistisk muslim, et manifest til Theo van Goghs bryst , som primært var adresseret til Ayaan Hirsi Ali.
Ayaan Hirsi Ali arbejder på at færdiggøre Submission II, en film om behandlingen af homoseksuelle under islamisk styre.

## Priser og anerkendelser
- 20. november 2004 modtog Ayaan Hirsi Ali Venstres frihedspris[1] for “hendes arbejde for ytringsfrihed og kvinders rettigheder”, men grundet truslerne kunne hun ikke selv modtage den på Venstres landsmøde i Herning. Året efter, den 18. november 2005, under en rejse til Danmark, kunne hun personligt takke Anders Fogh Rasmussen, som hun før havde rost for hans håndtering af kritikken fra islamiske lande af Muhammed-tegningerne.
- I 2005 kom Ayaan Hirsi Ali på Time Magazines listen af de 100 mest indflydelsesrige personer i verden.
- 29. august 2005 blev Ayaan Hirsi Ali tildelt demokratiprisen fra Sveriges liberale parti for hendes "modige arbejde for demokrati, menneskerettigheder og kvinderettigheder."